# Hubert Michon
Pour les autres membres de la famille, voir famille Michon.
Hubert Michon, né le 2 juin 1927 à Paris et mort le 20 mai 2004 au Chesnay, est docteur en médecine, puis prêtre catholique, et archevêque de Rabat au Maroc de 1983 à 2001.

## Biographie
Hubert Louis Marie Félix Michon est né à Paris le 2 juin 1927. Il est le fils de Félix Michon, directeur général de la Caisse d'épargne de Paris, et de Juliette Michon.
Après avoir obtenu son diplôme de docteur en médecine, Hubert Michon décide de devenir prêtre. Il est ordonné à 30 ans le 21 avril 1957 pour le diocèse de Rabat par Émile Blanchet, ancien évêque de Saint-Dié.
Il poursuit longtemps son activité médicale dans un dispensaire de la médina de Fès.
Nommé archevêque de Rabat le 2 mai 1983, il est ordonné évêque le 11 décembre suivant. Son principal consécrateur est Simon Lourdusamy, secrétaire de la Congrégation pour l'évangélisation des peuples.
Il reçoit le pape Jean-Paul II en 1985 à Casablanca.
Sur sa demande en 1988, Christian de Chergé, prieur de l'abbaye Notre-Dame de l'Atlas à Tibhirine en Algérie, son ancien condisciple au séminaire des Carmes à Paris, fonde un monastère annexe à Fès.
Il organise un synode à Rabat de 1993 à 1995, sur le thème : « Quelle Église au Maroc aujourd’hui ? ».
Hubert Michon démissionne de sa charge épiscopale le 5 mai 2001. Il est ensuite évêque émérite de Rabat.

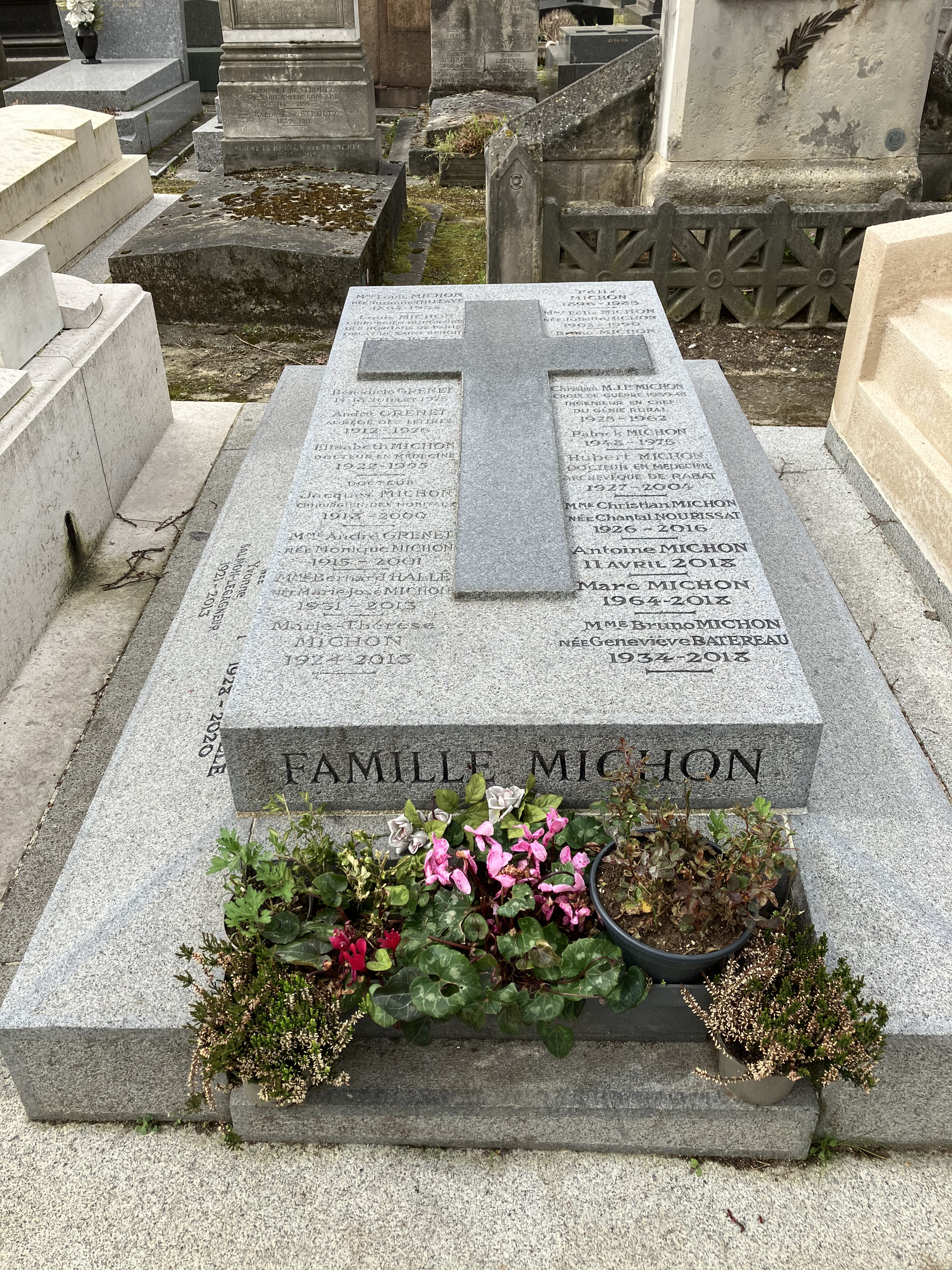
Tombe de Hubert Michon - division 15 - cimetière du Montparnasse.

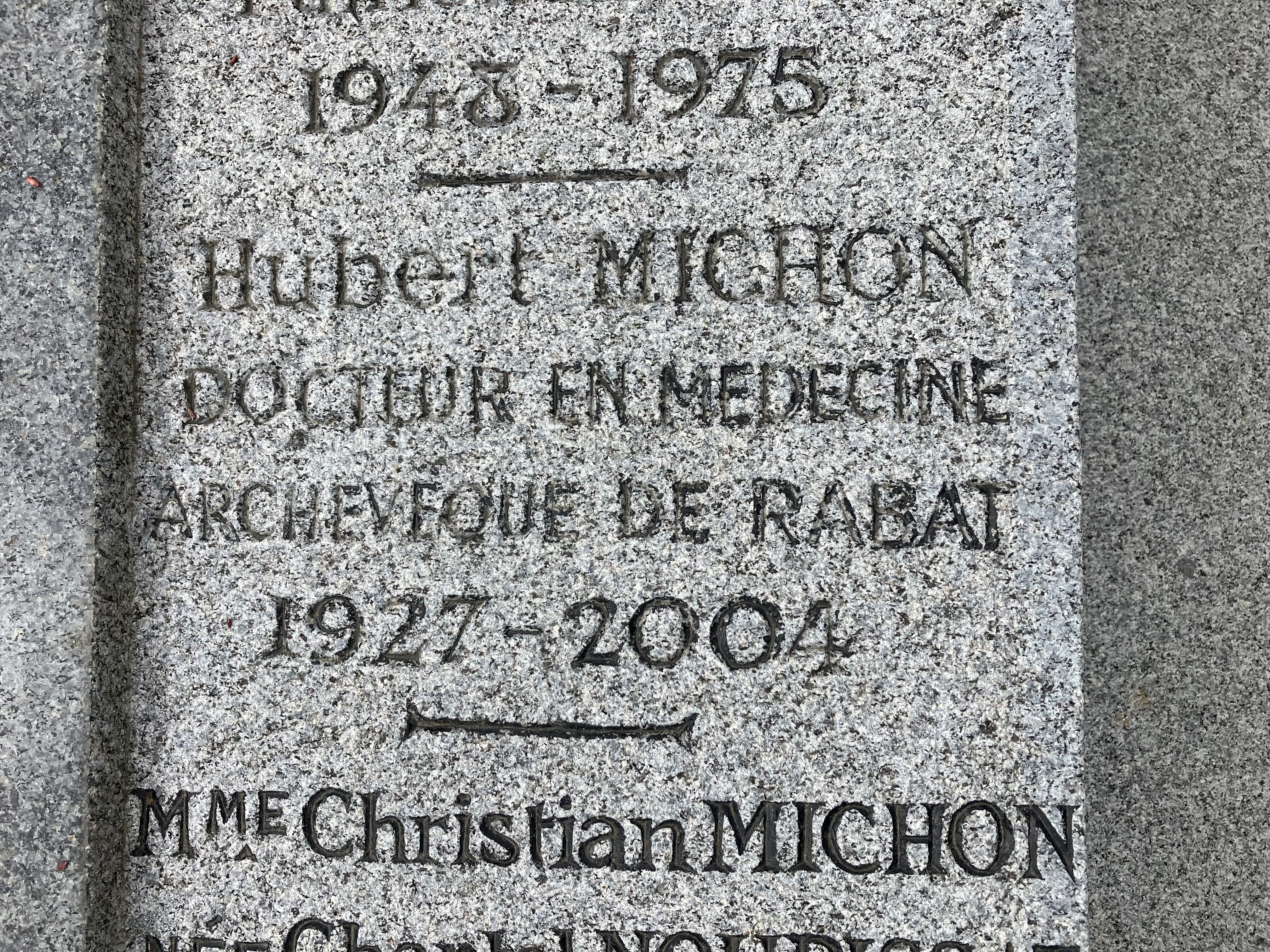
Inscription sur la tombe.

Il meurt le 20 mai 2004. Il est inhumé au cimetière du Montparnasse (division 15, n°36), à Paris. 